# Arabische Champions League 2008-09
De Arabische Champions League 2008-09 was de zesde editie van de Arabische Champions League. Aan deze editie deden 35 teams meedoen, Entente Sportive de Sétif was de titelhouder en automatisch geplaatst.

## Deelnemende teams
- 35 teams zullen deelnemen uit de volgende landen.

### Azië
| Bahrein (1)                      | Busaiteen (Nummer 2 Bahraini PL 2007-08 )                                                                                                   |
| Irak (1)                         | Al-Quwa Al-Jawiya (3e plaats Iraq SL 2007-08 )                                                                                              |
| Jordanië (3)                     | Al-Wahdat (Winnaar Jordan League 2007-08 ) Al-Faisaly (Nummer 2 Jordan League 2007-08) Shabab Al-Ordon (3e plaats Jordan League 2007-08 )   |
| Koeweit (3)                      | Kuwait SC (Kampioen Kuwaiti PL 2007-08 ) Al-Qadisiya (Nummer 2 Kuwaiti PL 2007-08 Runner-ups) Al Arabi Kuwait (Nummer 4 Kuwaiti PL 2007-08) |
| Libanon (1)                      | Al-Ansar (Nummer 2 LPL 2007-08 ) |
| Qatar (0)                        | Trok zich terug |
| Oman (1)                         | Dhofar (Nummer 2 Omani League 2007-08 ) |
| Palestina (1)                    | Wadi Al-Nes West Bank League 2007-08 ) |
| Saoedi-Arabië (2)                | Al-Hazm (3e plaats Saudi Champions Cup 2007-08) Al-Wahda Mecca (Saudi PL 2007-08 Wild-card)                                                 |
| Syrië (2)                        | Al-Ittihad Aleppo (3e plaats Syrian PL 2007-08 ) Al-Taliya (4de plaats Syrian PL 2007-08 )                                                  |
| Verenigde Arabische Emiraten (1) | Al-Shaab (5de plaats UAE League 2007-08 )                                                                                                   |
| Jemen (1)                        | Al-Hilal Al-Hudaydah (Kampioen Yemeni League 2007-08 )                                                                                      |

### Afrika
| Algerije (3)   | Entente Sportive de Sétif Titelhouder , 3e plaats Algerian CN 2007-08 ) Union Sportive de la Médina d'Alger 4e plaats (Algerian CN 2007-08 ) Union Sportive de la Médina d'Annaba (Algerian CN 2007-08 Wild-card) |
| Comoren (1)    | Jakam (Vertegenwoordigt de Comoren) |
| Djibouti (1)   | FC Société Immobilière de Djibouti Kampioen (Djibouti PL 2007-08) |
| Egypte (1)     | Ismaily SC Nummer 2 (Egyptian PL 2007-08 ) |
| Libië (2)      | Al-Ittihad Tripoli Kampioen (Libyan PL 2007-08 ) Al-Ahly Tripoli (Nummer 2 Libyan PL 2007-08) |
| Mauritanië (1) | ASC Nasr de Sebkha (Vertegenwoordigt Mauritanië) |
| Marokko (3)    | Raja Casablanca (3e plaats Botola 2007-08 =) Hassania Agadir (4e plaats Botola 2007-08 ) Wydad Casablanca (Botola 2007-08 Wild-card)                                                                              |
| Somalië (1)    | SITT Daallo (Vertegenwoordigt Somalië) |
| Soedan (2)     | Al-Hilal Omdurman (Kampioen Soedan PL 2007-2008 ) Al-Merrikh (Nummer 2 Soedan PL 2007-2008 ) |
| Tunesië (3)    | Espérance Sportive de Tunis (2e plaats Ligue 1 2007-08) Union Sportive Monastirienne(4e plaats Ligue 1 2007-08 ) Club Sportif Sfaxien(Ligue 1 2007-08 Wild-card)                                                  |

## Prijzengeld
- Winnaars: $ 1.000.000
- Finalist: $ 650.000
- Halve finale: $ 200.000
- Kwart finale: $ 100.000
- Laatste 16: $ 40.000
- Laatste 32: $ 20.000
- Kwalificatie: $ 5.000

## Kwalificatie
- 4 teams spelen een duel in knock-out formaat
- 1 team kwalificeerde zich voor de laatste 32

|  | Halve finale              | Halve finale        |   |  | Finale                     | Finale |  |
|  |                           |                     |   |  |                            |        |  |
|  | 4 oktober 2008 - Djibouti |                     |   |  |                            |        |  |
|  | Wadi Al-Nes               | 4                   |   |  |                            |        |  |
|  | Jakam                     | 1                   |   |  |                            |        |  |
|  |                           |                     |   |  |                            |        |  |
|  |                           |                     |   |  | 10 oktober 2008 - Djibouti |        |  |
|  |                           |                     |   |  | Wadi Al-Nes                | 4      |  |
|  |                           | Société Immobilière | 2 |  |                            |        |  |
|  |                           |                     |   |  |                            |        |  |
|  |                           |                     |   |  |                            |        |  |
|  |                           |                     |   |  |                            |        |  |
|  | 6 oktober 2008 - Djibouti |                     |   |  |                            |        |  |
|  | Société Immobilière       | 2(p)                |   |  |                            |        |  |
|  | SITT Daallo               | 2                   |   |  |                            |        |  |

## Laatste 32
| Team 1                              | Tot.          | Team 2                               | 1e wedstr. | 2e wedstr.  |
| ----------------------------------- | ------------- | ------------------------------------ | ---------- | ----------- |
| Entente Sportive de Sétif           | 3-2           | Al-Ansar                             | 3-2        | 0-0         |
| Al-Quwa Al-Jawiya                   | 2-1           | Hassania Agadir                      | 2-1        | 0-0         |
| Union Sportive de la Médina d'Alger | 4-3           | Al-Wahda Mecca                       | 3-0        | 1-3         |
| Al-Ittihad Aleppo                   | 0-0 (4-3 pen) | Union Sportive de la Médina d'Annaba | 0-0        | 0-0         |
| Wydad Casablanca                    | 5-0           | Shabab Al-Ordon                      | 3-0        | 2-0         |
| Al-Wahdat                           | 3-1           | Dhofar                               | 2-1        | 1-0         |
| Ismaily                             | 7-2           | Busaiteen                            | 3-1        | 4-1         |
| Al-Ittihad Tripoli                  | 2-3           | Union Sportive Monastirienne         | 1-1        | 1-2         |
| Club Sportif Sfaxien                | 3-0           | ASC Nasr de Sebkha                   | 3-0        | 0-0         |
| Espérance Sportive de Tunis         | 0-0 (9-8 pen) | Al-Ahly Tripoli                      | 0-0        | 0-0         |
| Raja Casablanca                     | 6-2           | Al-Taliya                            | 4-0        | 2-2         |
| Al-Faisaly                          | 2-1           | Wadi Al-Nes                          | 0-0        | 2-1         |
| Kuwait SC                           | walkover 1    | Al-Hilal Al-Hudaydah                 | 3-0        | geannuleerd |
| Al-Qadisiya                         | walkover 1    | Al-Hazm                              | -          | -           |
| Al-Hilal Omdurman                   | walkover 1    | Al-Arabi                             | -          | -           |
| Al-Merrikh                          | walkover 2    | Al-Shaab                             | -          | -           |

1 Alle duels van de Koeweitse clubs geannuleerd door de schorsing van de Koeweitse voetbalbond door de FIFA
2  Al-Shaab Trok zich terug.
- De heenduels werden gespeeld op 28 en 29 oktober 2008
- De returns werden gespeeld op 25 en 26 november 2008

## Laatste 16
| Team 1               | Tot. | Team 2                              | 1e wedstr. | 2e wedstr. |
| -------------------- | ---- | ----------------------------------- | ---------- | ---------- |
| Al-Hilal Al-Hudaydah | 2-8  | Espérance Sportive de Tunis         | 1-2        | 1-6        |
| Al-Quwa Al-Jawiya    | 1-3  | Union Sportive Monastirienne        | 1-1        | 0-2        |
| Ismaily              | 7-2  | Union Sportive de la Médina d'Alger | 3-1        | 4-1        |
| Al-Hazm              | 1-5  | Al-Faisaly                          | 0-2        | 1-3        |
| Al-Merrikh           | 7-8  | Al-Wahdat                           | 3-1        | 4-7        |
| Club Sportif Sfaxien | 1-0  | Raja Casablanca                     | 0-0        | 1-0        |
| Al-Hilal Omdurman    | 1-5  | Entente Sportive de Sétif           | 1-2        | 0-3        |
| Al-Ittihad Aleppo    | 1-2  | Wydad Casablanca                    | 1-0        | 0-2        |

1  Al-Hilal Omdurman trok zich terug. Daarom een reglementaire 3-0-overwinning voor  Entente Sportive de Sétif
- De heenduels werden gespeeld van 16 t/m 19 december 2008
- De returns werden gespeeld van 25 december 2008 t/m 4 januari 2009

## Laatste 8
| Team 1                    | Tot.      | Team 2                       | 1e wedstr. | 2e wedstr. |
| ------------------------- | --------- | ---------------------------- | ---------- | ---------- |
| Club Sportif Sfaxien      | 7-2       | Al-Faisaly                   | 2-3        | 0-4        |
| Ismaily                   | 3-3 (3-4) | Espérance Sportive de Tunis  | 1-2        | 2-1        |
| Entente Sportive de Sétif | 4-2       | Union Sportive Monastirienne | 1-1        | 3-1        |
| Al-Wahdat                 | 2-5       | Wydad Casablanca             | 2-1        | 0-4        |

- De heenduels werden gespeeld van 1 maart 2009 tot en met 4 maart 2009
- De returns werden gespeeld van 19 maart 2009 tot en met 21 maart 2009

## Halve finale
| Team 1                    | Tot. | Team 2                      | 1e wedstr. | 2e wedstr. |
| ------------------------- | ---- | --------------------------- | ---------- | ---------- |
| Entente Sportive de Sétif | 0-3  | Espérance Sportive de Tunis | 0-1        | 0-2        |
| Club Sportif Sfaxien      | 1-3  | Wydad Casablanca            | 1-1        | 0-2        |

#### Heenduels
|                         |                                     |       |                             |                         |
| 11 april 2009 19:00 GMT | Entente Sportive de Sétif           | 0 – 1 | Espérance Sportive de Tunis | Stade 8 mei 1945, Sétif |
| 11 april 2009 19:00 GMT | Smail Diss 32' Abdelmalek Ziaya 38' |       | Oussama Darragi 75'         | Stade 8 mei 1945, Sétif |

|                         |                      |       |                    |                                                             |
| 12 april 2009 18:00 GMT | Club Sportif Sfaxien | 1 – 1 | Wydad Casablanca   | Stade Taïeb Mhiri, Sfax Scheidsrechter: Abdulrahman Al Amri |
| 12 april 2009 18:00 GMT | Kouassi Blaise 45'   |       | Younes Menkari 75' | Stade Taïeb Mhiri, Sfax Scheidsrechter: Abdulrahman Al Amri |

#### Returns
|                         | |       |                                       |                                                                |
| 25 april 2009 17:00 GMT | Wydad Casablanca | 2 – 0 | Club Sportif Sfaxien                  | Stade Mohamed V, Casablanca Scheidsrechter: Fareed Al Marzouqi |
| 25 april 2009 17:00 GMT | Hicham Louissi 55' Hicham jouia 55' Fouzi El Brazi 58' Mustapha Bidoudane 62' Nadir Lamyaghri 87' Mustapha Bidoudane 90' |       | Aymen Ben Amor 58' Issam Merdassi 86' | Stade Mohamed V, Casablanca Scheidsrechter: Fareed Al Marzouqi |

|                         |                                              |       |                           |                                                                 |
| 26 april 2009 15:30 GMT | Espérance Sportive de Tunis                  | 2 – 0 | Entente Sportive de Sétif | Stade 7 november 2009, Rades Scheidsrechter: Essam Abd El Fatah |
| 26 april 2009 15:30 GMT | Zine El Abidine Souissi 8' Wajdi Bouazzi 87' |       |                           | Stade 7 november 2009, Rades Scheidsrechter: Essam Abd El Fatah |

## Finale
| Team 1           | Tot. | Team 2                      | 1e wedstr. | 2e wedstr. |
| ---------------- | ---- | --------------------------- | ---------- | ---------- |
| Wydad Casablanca | 1-2  | Espérance Sportive de Tunis | 0–1        | 1-1        |

### First Leg
|                      |                      |       |                                                          |                                                          |
| 9 mei 2009 17:00 GMT | Wydad Casablanca     | 0 – 1 | Espérance Sportive de Tunis                              | Stade Mohamed V, Casablanca Scheidsrechter: Muhsen Basma |
| 9 mei 2009 17:00 GMT | Younes Menkari 45+2' |       | Mickael Eneramo 30' Khaled Korbi 58' Wajdi Bouazzi 90+2' | Stade Mohamed V, Casablanca Scheidsrechter: Muhsen Basma |

|             |                             |       |                                                                         |                                                             |
| 21 mei 2009 | Espérance Sportive de Tunis | 1 – 1 | Wydad Casablanca                                                        | Stade 7 November, Rades Scheidsrechter: Ali Hamad Albadwawi |
| 21 mei 2009 | Oussama Darragi 89' (pen.)  |       | Rafik Abdessamad 66' (pen.) Mustapha Bidoudane 75' Fouzi El Brazi 90+4' | Stade 7 November, Rades Scheidsrechter: Ali Hamad Albadwawi |

Espérance Sportive de Tunis wint met 2-1 over twee wedstrijden
| Winnaar Arabische Champions League 2008-09 |
| ------------------------------------------ |
| Espérance Sportive de Tunis Tweede titel   |